# Shirehäst
Shirehästen är en stor kallblodig arbetshäst som härstammar från England. Shirehästar används främst som draghästar och räknas som världens största hästras. Enligt rastandarden ska vuxna hingstar ha en mankhöjd på minst 173 cm, ston på minst 163 cm. Vikten ligger kring 900–1100 kg.
Kroppsformen hos shiren är något slankare än hos många andra kallblodshästar, som den kraftiga ardennern eller percheronen.
Rekordet för den största hästen någonsin innehas av den engelska shirehingsten Sampson som hade en mankhöjd på 2,19 meter och vägde 1,5 ton. 

## Historia

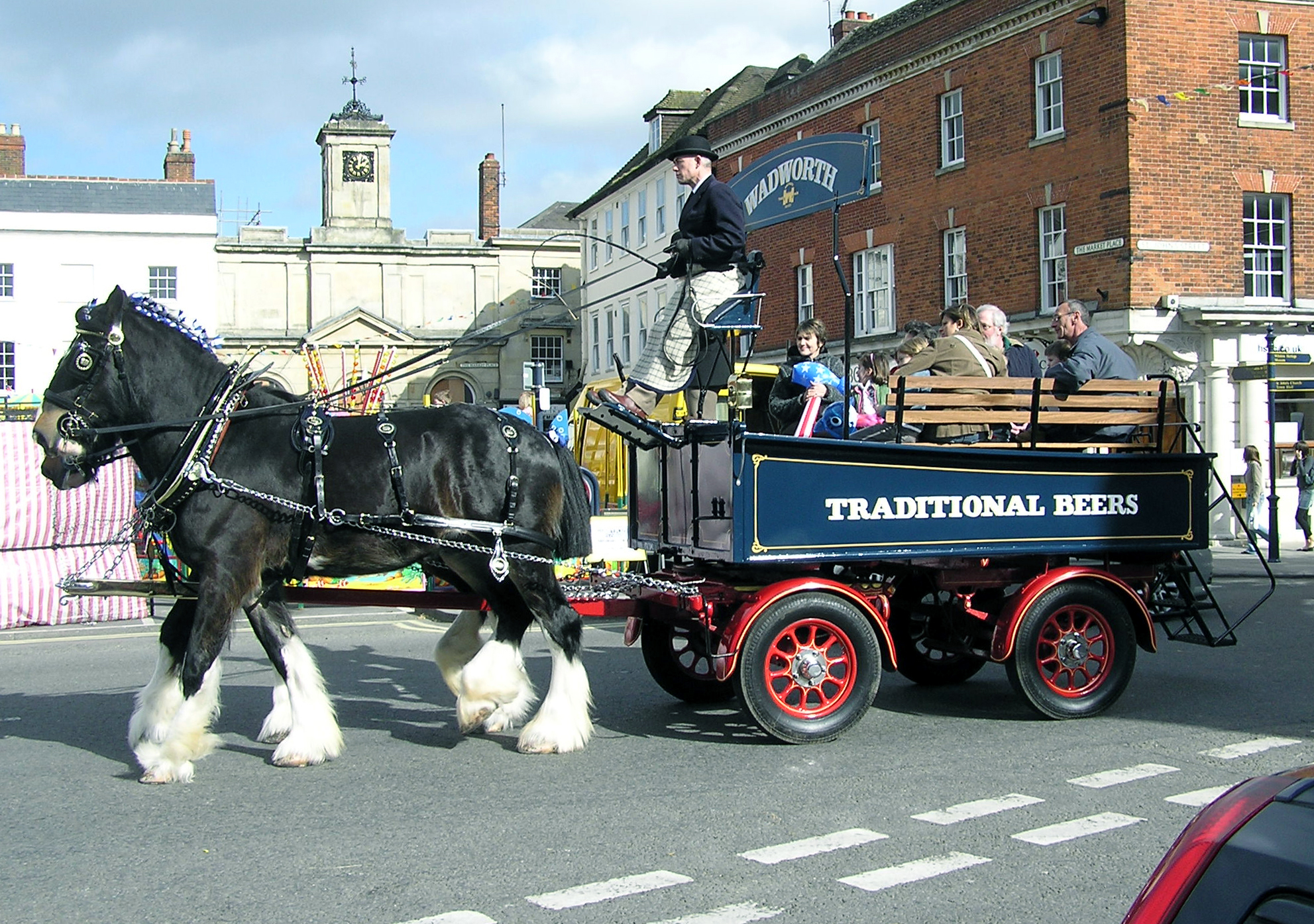
Shiren används ofta för att dra ölvagnar i bryggerireklam.

Shirehästen utvecklades ur destrierhästen, en stor medeltida krigshästras, som inte var lika storvuxen som dagens shirehästar. Dokumentation tyder på att destrierhästen var en häst av cobtyp, med en mankhöjd på cirka 150 cm, vilket var mycket högre än de flesta hästar på medeltiden. Destrierhästen var troligtvis ättling till de tunga hästar som togs till England efter den normandiska erövringen. Dessa var i sin tur var ättlingar till den förhistoriska skogshästen.
På 1500-talet anlitades holländska ingenjörer för att utdika engelska våtmarker. Dessa hade med sig frieserhästar, och korsningar mellan dessa och destrierhästen ledde på 1600-talet fram till hästrasen Old English Black, som sedan vidareutvecklades ytterligare av uppfödaren Robert Bakewell.
Shirens stamfader anses vara Packington Blind Horse, en Old English Black som var avelshingst i Packington mellan 1755 och 1770. Shiren kallades till en början "English Cart Horse", och den första shireföreningen kallades därför English Cart Horse Society när den bildades 1876 och två år senare startade den första stamboken. Föreningen ändrade sitt namn till Shire Horse Society 1884, och sedan dess är hästrasen känd som "shire". Mellan 1901 och 1914 registrerades 5 000 shirehästar varje år och shiren började exporteras i stora mängder, främst till USA.
Efter Andra världskriget minskade efterfrågan på arbetshästar, som en följd av den ökande mekaniseringen av samhället, och snart var det bara bryggerierna som fortsatte att använda shiren för att dra sina ölvagnar i reklamkampanjer, vilket bidrog till rasens räddning. När bryggeriernas reklamölvagnar åkte runt i städerna på 1970-talet, ökade intresset för shiren som maffig körhästar eller paradhäst. 
Varje år anordnas en stor shireutställning i Peterborough som lockar cirka 300 deltagare och över 15 000 åskådare varje år. 

## Egenskaper
Shirens kraft och uthållighet gör den till en idealisk draghäst. Den anses dessutom vara mycket sund och härdig. Huvudet är medelstort med något konvex nosrygg. Pannan är bred och ögonen stora med ett fromt uttryck. Öronen är små, och den långa välvda halsen sitter på breda bogar. Shirehästen har en mycket kompakt kropp, en bred och välbyggd rygg, en kraftig bakdel och ett sluttande kors. Benen är torra och hårda. Hovskägget är rakt, rikligt och silkeslent. Färgen är övervägande mörkbrun och brun, men även svart och skimmel. Mankhöjden ligger i regel mellan 170 och 195 cm.
År 1924 genomgick två shirehästar ett kraftprov genom att man kopplade dem till en dynamometer som mäter kraft. Denna räckte inte till och domarna uppskattade att de båda hästarna hade haft en dragkraft på cirka 5 ton. Samma par hästar fick även genomgå ett styrkeprov då de skulle dra en 18,5 ton tung sten på en hal stenlagd bana. Den bakre hästen satte igång att dra innan den främre hästen hade hunnits spännas dit.
Shirehästar brukar räknas som mycket vänliga. De har ofta problem med sjukdomar som mugg och skabb på grund av sitt rikliga hovskägg. Även hovsprickor och andra problem är vanliga, men detta går ofta i vissa avelssläkter och kan då avlas bort.
Även om shiren främst betraktas som en arbetshäst, använder vissa den även för dressyrritt och som kraftigare häst till nöjesridning.